# NGC 6591
NGC 6591 (również PGC 61610) – galaktyka spiralna (S), znajdująca się w gwiazdozbiorze Herkulesa. Odkrył ją Albert Marth 27 lipca 1864 roku. Identyfikacja obiektu NGC 6591 nie jest pewna, w bazie SIMBAD pod tą nazwą skatalogowano inny obiekt.